# Лазарук Мирослав Ярославович
Миросла́в Яросла́вович Лазару́к (нар. 13 жовтня 1956, с. Королівка (Коломийський район), Івано-Франківська область) — письменник, журналіст, критик, мистецтвознавець. Член Спілки письменників України (1989), Асоціації українських письменників (1997), Спілки журналістів України (1981). Заслужений діяч мистецтв України (2009).

## Біографія
Народився 13 жовтня 1956 р. с. Королівка Коломийського району на Івано-Франківщині.
У 1979 році закінчив Львівський державний університет імені І.Франка, факультет журналістики.
З 1979 р. — кореспондент відділу пропаганди і культури газети «Молодий буковинець» (м. Чернівці). З 1987 р. — заступник головного редактора газети «Молодий буковинець».
У 1996—1998 pp. — начальник управління культури Чернівецької облдержадміністрації.
З 1999 р. — заступник головного редактора, а з 2002 р. головний редактор «Буковинського журналу» (м. Чернівці).
З 2005 р. — директор Чернівецького обласного меморіального музею Володимира Івасюка.
Друкувати вірші почав у 1972 році. Відтоді його твори публікувалися у журналах «Жовтень» (тепер «Дзвін»), «Дніпро», «Прапор» (тепер «Березіль»), «Україна», «Буковинський журнал», республіканських газетах «Літературна Україна», «Молодь України (газета)|Молодь України» та інших, альманахах і збірниках.
М.Лазарук виступає також як літературний критик і мистецтвознавець із рецензіями, статтями, оглядами.

## Творчі здобутки
Поетичні збірки:
- «Коломия» (1988);
- «Покрова» (1993);
- «Ночі з амазонкою» (1996);
- «Містечкові містерії» (2001);
- «Пантір» (2006).

Прозові твори:
- «Птах самотній» (1996);
- «Збирачі маку» (1999);
- «Інавгурація» (2006).

Драматичні твори:
- П'єса «Видіння судної ночі» (1998).

Есе:
- «Микола Вінграновський» (2009) — про незабутні мандри Україною з Миколою Вінграновським.

## Нагороди
- Заслужений діяч мистецтв України (2009);
- Літературна премія імені Дмитра Загула (1993);
- Літературно-мистецька премія імені Івана Нечуй-Левицького (1997).
- Літературно-мистецька премія імені Сидора Воробкевича
- Літературна премія імені Тараса Мельничука